# Esplorazione della Luna

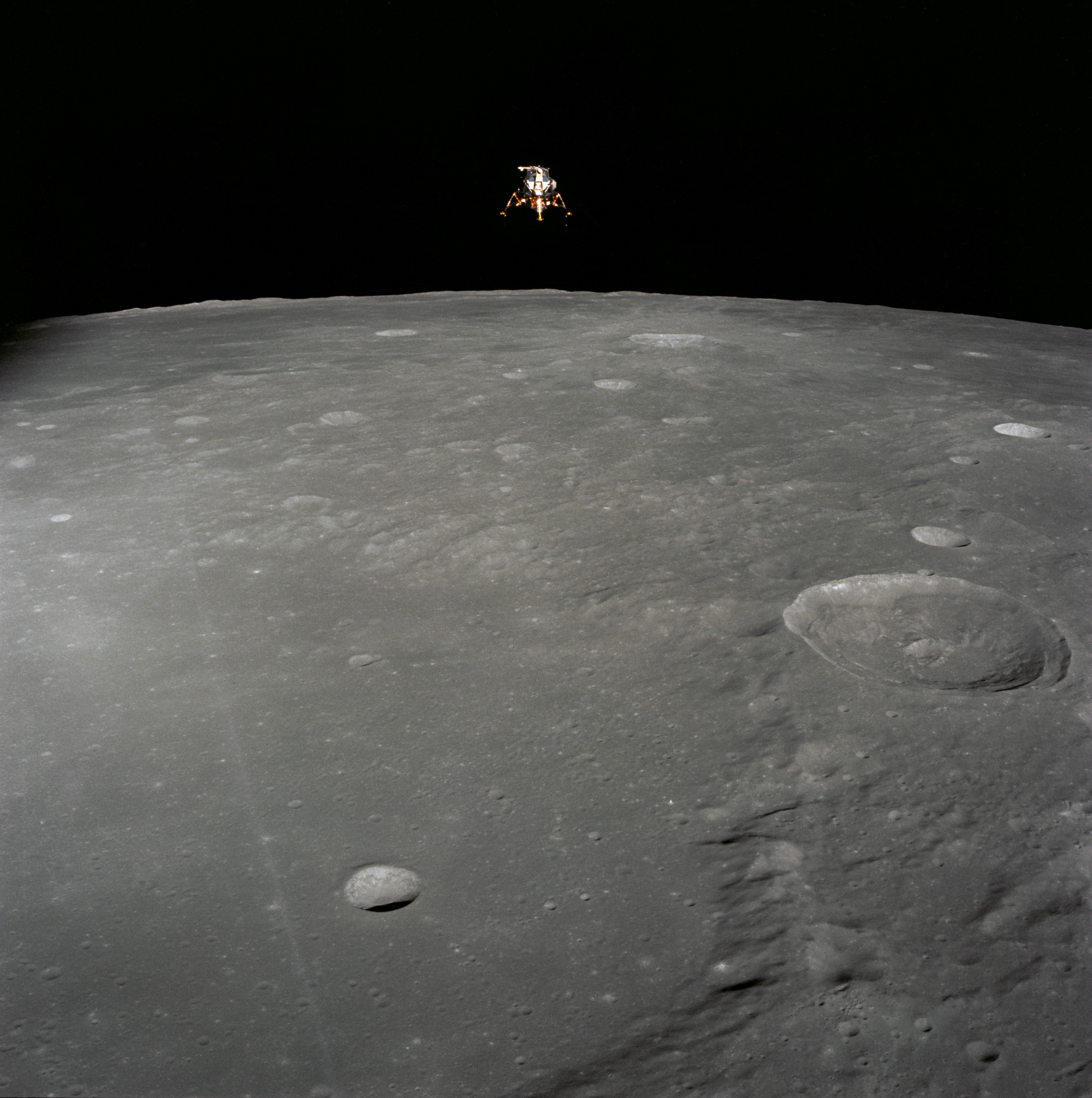
Il modulo lunare Intrepid del Apollo 12 si prepara a discendere sulla superficie lunare. NASA.

L'esplorazione della Luna è avvenuta sia attraverso sonde robotiche, sia direttamente tramite equipaggi umani.
La prima missione per l'esplorazione della Luna è stata la sonda Luna 1 lanciata dall'Unione Sovietica nel 1959 nell'ambito del Programma Luna. La missione eseguì un sorvolo ravvicinato del satellite, ma "mancò" la superficie, obiettivo che venne raggiunto il 13 settembre 1959 dalla successiva Luna 2. Nell'ottobre del 1959 la sonda sovietica Luna 3 ottenne la prima immagine della faccia nascosta. Sempre all'Unione Sovietica spetta il primato del primo lander (Luna 9, 1966) e del primo orbiter (Luna 10, 1966). Gli Stati Uniti risposero con i Programmi Pioneer e Ranger e, grazie al Programma Apollo, riuscirono con l'Apollo 11 a compiere il 20 luglio 1969 il primo atterraggio umano sulla superficie della Luna. Durante le missioni Apollo furono raccolti e portati sulla Terra 381,7 kg di campioni del suolo e delle rocce lunari.
Nonostante il successo delle missioni Apollo, l'interesse dell'opinione pubblica statunitense per l'esplorazione lunare calò notevolmente e ciò determinò l'interruzione anticipata del Programma Apollo e la cessazione di missioni dedicate esplicitamente all'esplorazione della Luna. Il processo di esplorazione è ripreso nel 1990 con la prima missione giapponese, Hiten, seguita nel 1994 dalla statunitense Clementine. Proprio l'individuazione di possibili tracce di ghiaccio d'acqua in prossimità dei poli lunari da parte di quest'ultima ha generato un rinnovato interesse per la Luna che negli anni duemila ha condotto al lancio di missioni lunari da parte delle agenzie spaziali statunitense, europea, giapponese, cinese e indiana. La Cina, la Russia e gli Stati Uniti, inoltre, hanno reso noto di voler riportare un equipaggio umano sulla superficie lunare e di valutare l'opportunità di stabilirvi una base di ricerca permanente.

## Corsa alla Luna
Nella seconda parte del XX secolo gli USA e l'URSS avevano sviluppato una forte rivalità (guerra fredda), che sarebbe sfociata nella Corsa allo Spazio, nata dunque dal volere di dimostrare la superiorità in campo ingegneristico della propria nazione.
L'esplorazione della Luna ebbe inizio nel 1959, quando la sonda sovietica Luna 2 impattò con la superficie lunare. Nello stesso anno, il 7 ottobre, la missione Luna 3 trasmise a Terra fotografie dell'allora mai vista faccia nascosta della Luna. Fu l'inizio di una serie decennale di esplorazioni lunari condotte da sonde automatiche.
In risposta al programma sovietico di esplorazione spaziale, il presidente degli Stati Uniti d'America John F. Kennedy dichiarò al Congresso il 25 maggio 1961: "io credo che questa nazione debba impegnarsi per raggiungere entro la fine del decennio l'obiettivo di portare un uomo sulla Luna e riportarlo sulla Terra". Nello stesso anno le autorità sovietiche annunciano pubblicamente la volontà di portare un equipaggio sulla Luna e di installarvi una base.
Nel 1962 John DeNike e Stanley Zahn pubblicarono la loro idea di una base sotto la superficie del Mare della Tranquillità. Una base per un equipaggio di 21 uomini posta a quattro metri di profondità, in modo da essere protetta dalle radiazioni solari in maniera analoga a come la Terra è protetta dall'atmosfera. Sostenevano inoltre la scelta dei reattori nucleari come fonte di energia perché più efficienti dei pannelli solari e funzionanti anche durante le lunghe notti lunari. Anch'essi prevedevano il ricorso a purificatori d'aria basati sulle alghe.
L'esplorazione della superficie da parte di esseri umani ebbe inizio con la missione Apollo 8, che nel 1968 orbitò attorno alla Luna con tre astronauti a bordo. Era la prima volta che occhi umani vedevano direttamente la faccia nascosta del satellite.

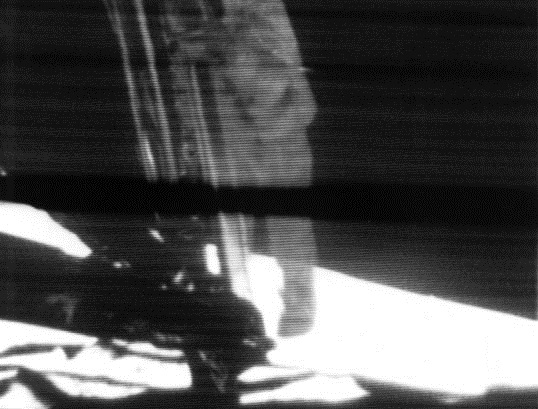
Ripresa televisiva del primo passo sulla Luna di Neil Armstrong

L'anno successivo il modulo Apollo 11 portò sulla superficie due astronauti, dimostrando la possibilità umana di viaggiare fino alla Luna, eseguire attività di ricerca e ritornare con campioni di suolo lunare. I primi esseri umani atterrarono sulla Luna il 20 luglio 1969. Era l'apice della corsa allo spazio, la gara tra URSS e Stati Uniti d'America ispirata dalla guerra fredda. Il primo astronauta a camminare sulla superficie lunare fu lo statunitense Neil Armstrong, comandante dell'Apollo 11. L'ultimo sarebbe stato, poco più di tre anni più tardi, lo statunitense Eugene Cernan, durante la missione Apollo 17, il 14 dicembre 1972.

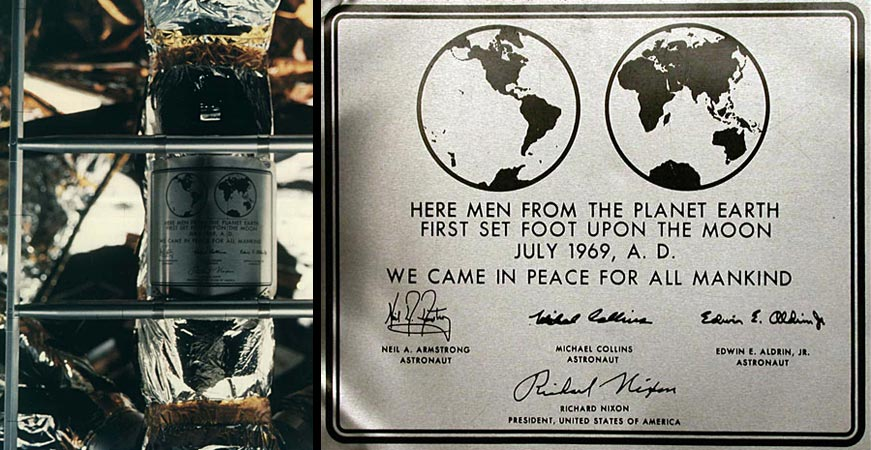
La targa posta dall'equipaggio dell'Apollo 11

L'equipaggio dell'Apollo 11 lasciò una targa di acciaio inossidabile, per commemorare lo sbarco e lasciare informazioni sulla visita ad ogni altro essere, umano o meno, che la trovi. Sulla targa c'è scritto:
La targa raffigura i due emisferi del pianeta Terra, ed è firmata dai tre astronauti e dall'allora presidente degli Stati Uniti Richard Nixon.

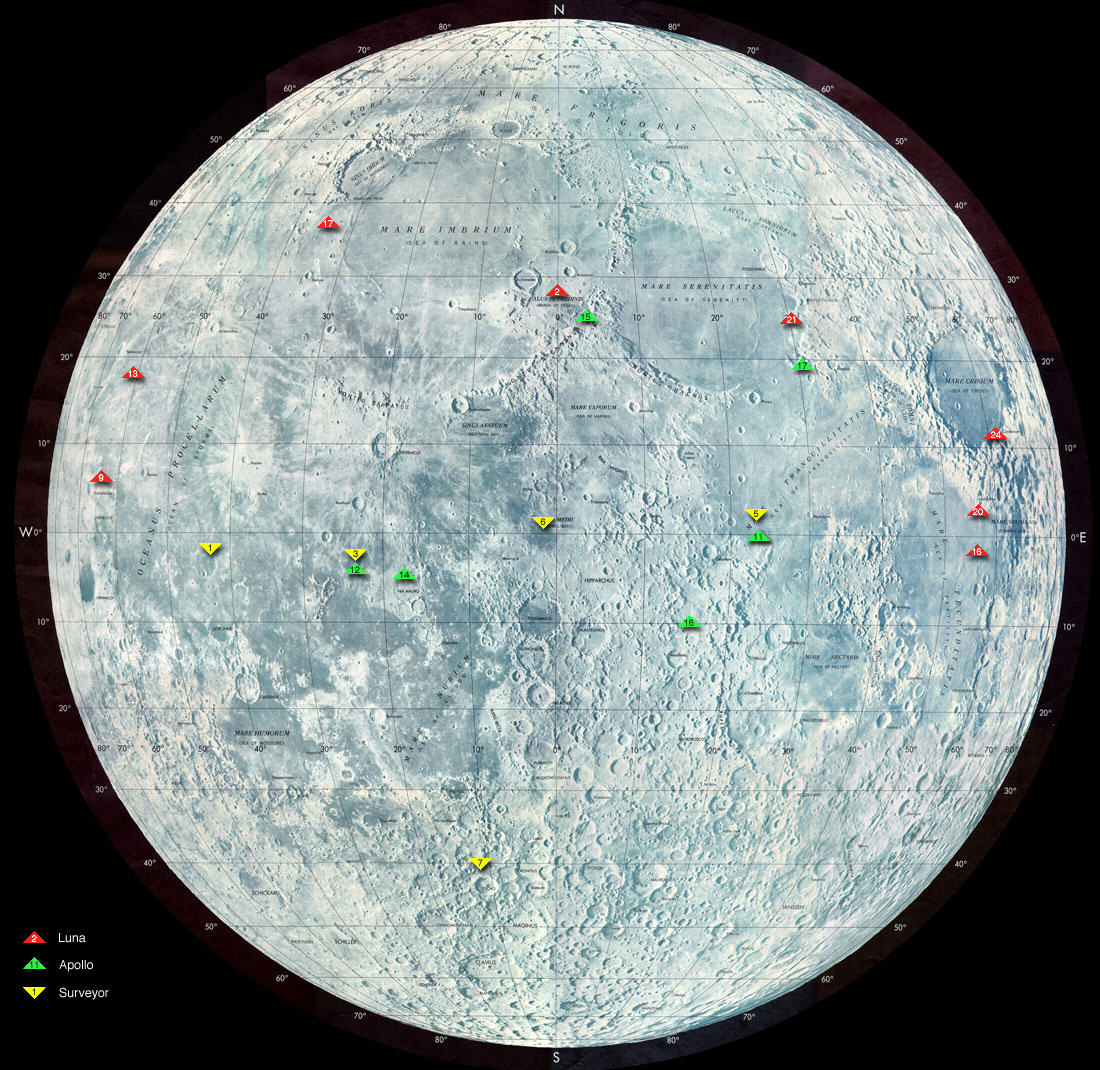
Mappa degli allunaggi delle missioni Apollo, Surveyor e Luna.

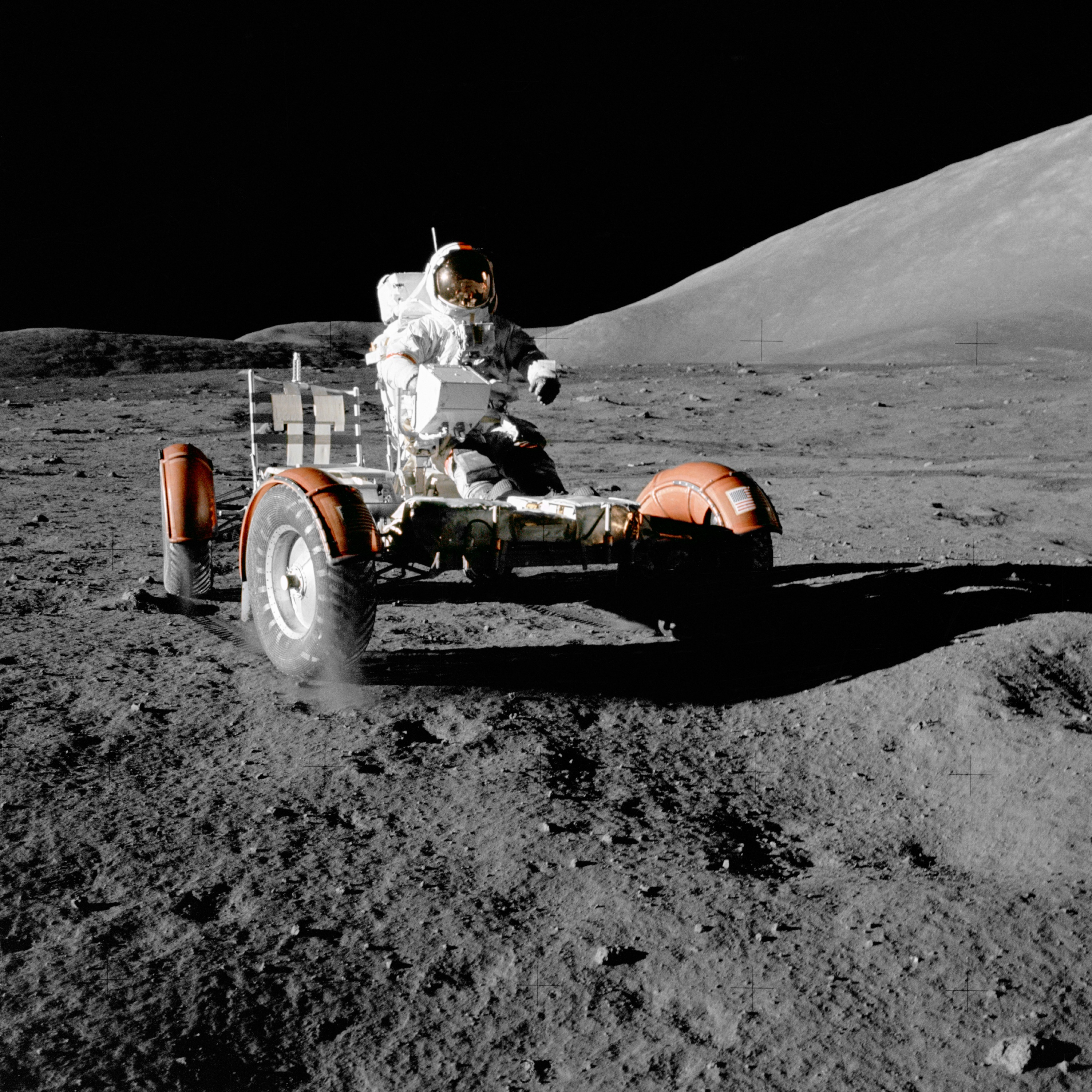
Il rover lunare della missione Apollo 17

Le missioni successive proseguirono questa fase di esplorazione. Apollo 12 allunò vicino alla nave Surveyor 3 dimostrando la fattibilità di allunaggi di precisione. Dopo il quasi disastro dell'Apollo 13, la missione Apollo 14 fu l'ultima in cui gli astronauti rimasero in quarantena al loro rientro. La missione Apollo 15 fece uso di rover lunari e Apollo 16 fece il primo allunaggio sugli altopiani della Luna.
In totale gli sbarchi sulla Luna delle missioni Apollo furono 6 (Apollo 11, 12, 14, 15, 16 e 17), per un totale di 12 astronauti discesi sul nostro satellite; la missione Apollo 13 non atterrò sulla Luna a causa di un incidente durante il volo e le restanti previste missioni Apollo 18, 19 e 20 furono annullate per tagli di bilancio.
Dopo gli sbarchi del Programma Apollo, nessun essere umano ha più camminato sulla Luna.

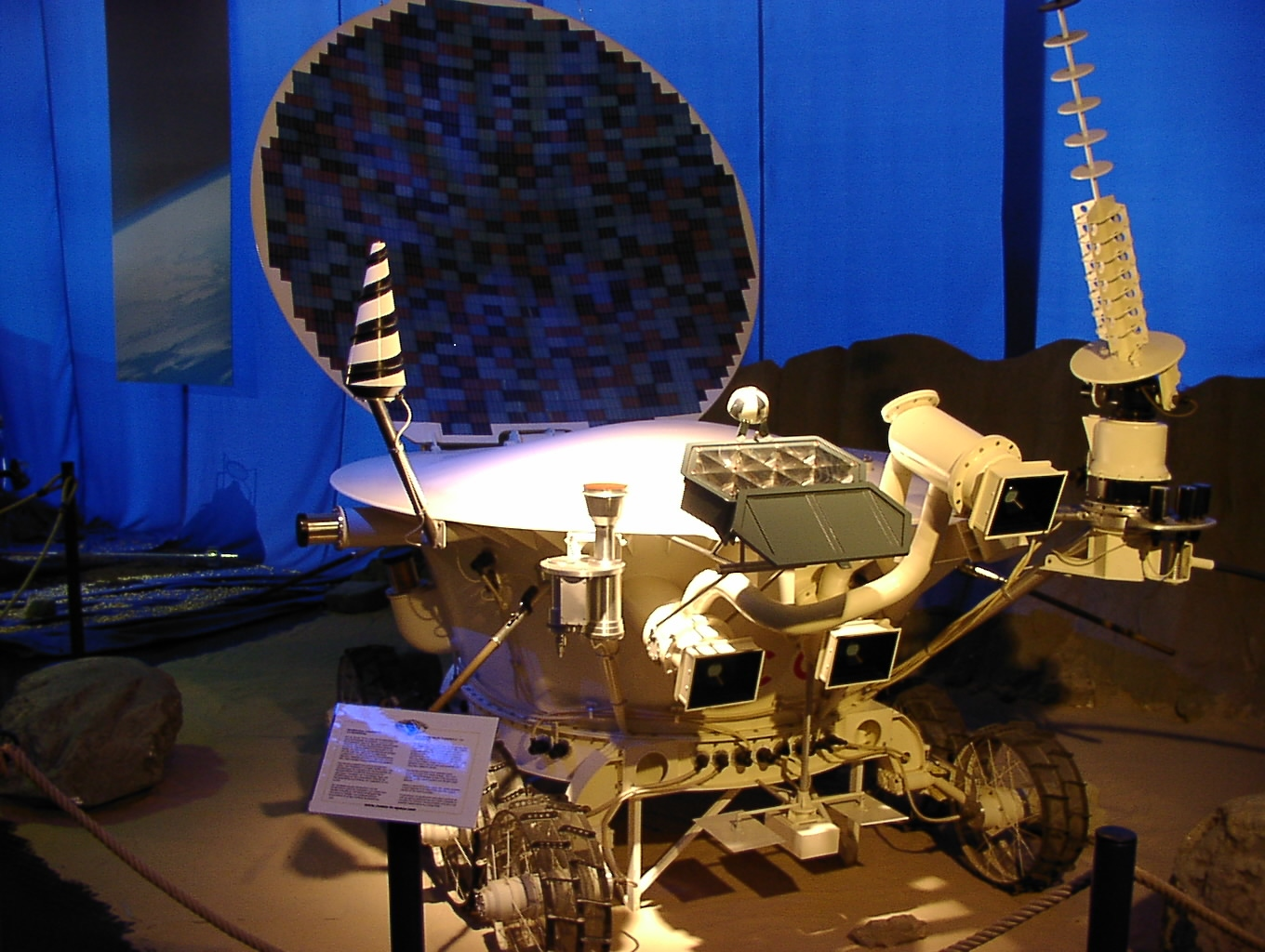
Modello del Lunochod

L'interesse per l'esplorazione della Luna iniziava a calare presso il pubblico statunitense. Apollo 17 fu l'ultima missione, le successive vennero annullate dal presidente Nixon. L'attenzione si volse sullo Space Shuttle e sulle missioni con equipaggio nelle orbite basse. In risposta a questo cambio di direzione anche l'Unione Sovietica iniziò a lavorare ad un progetto di shuttle, benché negli anni settanta avesse portato a termine il Programma Luna con due rover automatici Lunochod che portarono sulla Luna varie strumentazioni e tre sonde spaziali che riportarono a Terra campioni di suolo lunare. La fine del programma lunare sovietico giunse infine nel 1976.
Nei decenni successivi l'interesse per l'esplorazione lunare è calato considerevolmente, lasciando solo pochi entusiasti a sostenere un ritorno.

## Anni 1990 e 2000

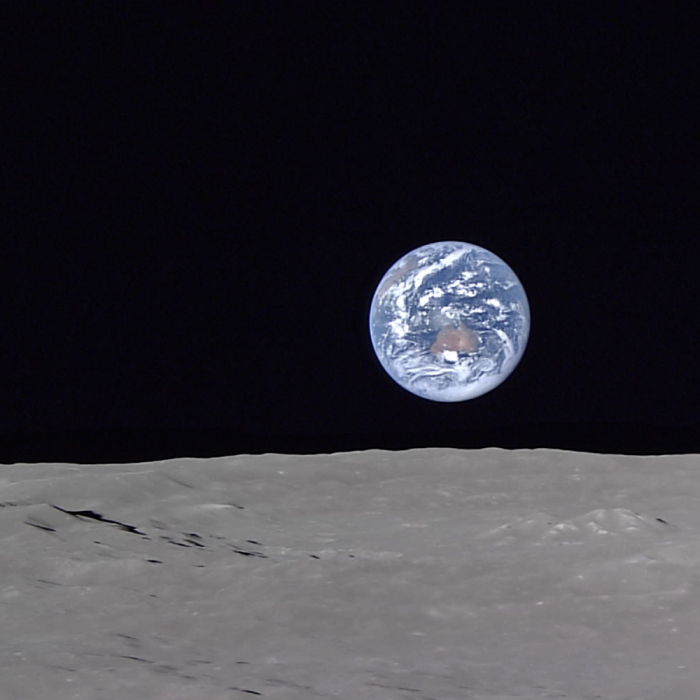
La Terra ripresa dalla sonda giapponese Kaguya nel 2008, dall'orbita lunare.

La missione giapponese Hiten, lanciata nel 1990, è stata la prima appositamente dedicata all'esplorazione dalla conclusione del Programma Apollo nel 1972. In seguito alla individuazione di alcuni indizi sulla possibile presenza d'acqua in prossimità dei poli lunari (Clementine, NASA, 1994), negli anni 1990 e nei successivi anni 2000 è rinato un rinnovato interesse per l'esplorazione lunare.
La NASA nel 1998 ha lanciato la missione Lunar Prospector che avrebbe dovuto, tra le altre cose, confermare le osservazioni della sonda Clementine, tuttavia la missione non riuscì a dare una risposta definitiva.
Nel 2003 l'Agenzia Spaziale Europea ha lanciato la sonda SMART-1, la prima sonda europea per l'esplorazione della Luna. Missione prevalentemente tecnologica, ideata per testare la tecnologia del motore a ioni che avrebbe dovuto essere utilizzato nella missione BepiColombo, ha effettuato una ricognizione completa della superficie lunare, anche nei raggi X, e si è conclusa il 3 settembre 2006 con uno schianto controllato sulla superficie.
L'Agenzia Spaziale Giapponese ha lanciato il 14 settembre 2007 la sua seconda missione lunare, SELENE (Selenological and Engineering Explorer) o Kaguya, come è stata ribattezzata subito dopo il lancio. La missione ha dato un notevole contributo nella mappatura delle anomalie gravitazionali della Luna, grazie all'utilizzo di due piccoli satelliti che hanno affiancato l'orbiter principale.
Nel frattempo, la Cina ha espresso il proprio interesse all'esplorazione del satellite e l'intenzione di voler costruire una base sulla Luna. Gli Stati Uniti hanno allora risposto agli annunci del programma lunare cinese con l'intenzione di tornare con un equipaggio umano sulla Luna entro il 2020 e di realizzare sul lungo termine una base stanziale che faccia da trampolino per raggiungere Marte.
La Cina ha iniziato il suo programma di esplorazione lunare per studiare il satellite e investigare le potenzialità di estrazione dell'elio-3, una possibile sorgente energetica per la Terra. L'orbiter Chang'e 1 è stato lanciato il 24 ottobre 2007. La missione ha avuto molto successo ed è stata estesa di ulteriori quattro mesi. La sonda è stata fatta impattare deliberatamente sulla superficie lunare.

## Anni 2010 e 2020
Il 1 ottobre 2010 è stato lanciato l'orbiter Chang'e 2, e tre anni più tardi la missione Chang'e 3 ha fatto atterrare nei pressi della regione Sinus Iridum il rover Yutu, il primo oggetto a compiere un atterraggio morbido lunare dalla sonda Luna 24 nel 1976. Il lander Chang'e 4, inizialmente progettato come sonda di riserva in caso di fallimento del predecessore, è stato destinato all'esplorazione della faccia nascosta della Luna, dove è atterrato con successo il 3 gennaio 2019, nei pressi del cratere Von Kármán. Il lander ha rilasciato sulla superficie il rover Yutu-2. La missione Chang'e 5, lanciata a novembre 2020 e costituita da un lander, un orbiter e un modulo di ascesa, ha prelevato e riportato sulla Terra con successo circa 2 kg di rocce lunari.
L'agenzia spaziale indiana ha lanciato il 22 ottobre 2008 l'orbiter lunare Chandrayaan-1. La missione, della durata prevista di due anni, consisteva nel creare una mappa lunare tridimensionale e condurre una mappatura chimica e mineralogica della superficie e rilasciare la sonda Moon Impact Probe che è impattata sulla superficie il 14 novembre. Tra le varie scoperte scientifiche, la sonda ha confermato la presenza di molecole d'acqua nel suolo lunare.
La missione successiva Chandrayaan-2 è stata lanciata il 22 luglio 2019 ed era costituita da un orbiter, un lander e il rover Pragyan. L'atterraggio del lander e del rover è fallito a causa di un malfunzionamento.  Nell'agosto 2023 invece, l'India con Chandrayaan-3 è riuscita ad allunare con un lander e un rover sulla superficie lunare, divenendo il quarto paese al mondo ad aver effettuato un allunaggio morbido con una sonda spaziale, dopo Unione Sovietica, Stati Uniti e Cina.
Nel 2009 la NASA ha lanciato la missione Lunar Reconnaissance Orbiter, che ha creato una mappa tridimensionale ad alta risoluzione della superficie e ha trasportato la sonda da impatto LCROSS. L'impatto, avvenuto il 9 ottobre 2009 nei pressi del cratere Cabeo, ha permesso di studiare i detriti sollevati dalla collisione, e ha fornito ulteriori evidenze della presenza di acqua.
Nel 2011, la missione GRAIL ha portato in orbita lunare due sonde per misurare le anomalie del campo gravitazionale lunare e desumere informazioni sulla composizione della crosta e del mantello. La missione si è conclusa nel 2012.
La sonda israeliana Beresheet, un dimostratore tecnologico di un lander che avrebbe dovuto essere la prima sonda finanziata privatamente a raggiungere la Luna, ha tuttavia fallito l'atterraggio l'11 aprile 2019.
Nel 2015 l'Agenzia spaziale russa ha previsto di mandare nuovamente l'uomo sulla Luna nel 2030 per installarvi una base permanente.
La Cina si è prefissata di effettuare una missione con equipaggio sulla Luna entro il 2030, e assieme alla Russia nel 2021 ha annunciato il progetto International Lunar Research Station (ILS) per la costruzione di una base umana permanente nei pressi del polo sud lunare, invitando altri Paesi o enti a unirsi a loro, in alternativa al programma Artemis della NASA.

## Missioni recenti e future
Al 7 settembre 2023 il quadro delle principali missioni recenti e in preparazione per il prossimo futuro è il seguente:
- NASA (USA): Artemis 2 sarà lanciato nel settembre 2025 (data prevista) con 4 astronauti a bordo; è previsto il sorvolo della Luna, ma non l'allunaggio;
- ESA (Europa): il programma Aurora, che prevedeva tra le altre cose una missione umana sulla Luna nel 2024, è stato abbandonato; l'ESA ha tuttavia siglato accordi di cooperazione con la NASA nell'ambito del programma Artemis.[20]
- Roscosmos (Russia): Luna 25 è stata lanciata ad agosto 2023 senza persone a bordo; era previsto l'allunaggio di un lander, che però si è schiantato sulla superficie della Luna.[21]
- Cina: Chang'e 6 è stato lanciato il 3 maggio 2024 senza persone a bordo; analogamente a Chang'e 5, la missione prevedeva l'allunaggio con ripartenza e trasporto di campioni sulla Terra.
- India: nell'ambito del programma Chandrayaan, il 14 luglio 2023 è stato lanciata, in collaborazione con il Giappone, Chandrayaan-3, che contiene sia un modulo di allunaggio che un piccolo veicolo automatico per la superficie lunare; non ci saranno astronauti a bordo.[22] L'allunaggio è avvenuto con successo il 23 agosto 2023 alle 12:32 UTC. Questo evento ha fatto dell'India il primo Paese a posare un lander nella regione del polo sud lunare.[23]
- Giappone: il 7 settembre 2023 dal Centro Aerospaziale Tanegashima è stato lanciato un razzo che trasporta, insieme ad altre apparecchiature, un modulo destinato all'allunaggio (SLIM), avvenuto con successo il 19 gennaio 2024.[24]
- Corea: al momento la Corea del Sud ha in orbita intorno alla Luna un modulo senza equipaggio (Danuri), lanciato nel 2022 in cooperazione con la NASA; ulteriori iniziative sono allo studio.
- Missioni commerciali: nell'ambito del programma Commercial Lunar Payload Services, la NASA ha stipulato contratti con nove società private per il trasporto di strumenti e altro materiale sulla Luna. Il primo veicolo spaziale commerciale parte di questo programma a essere lanciato è stato il lander Peregrine dell'azienda Astrobotic Technology, che lanciato a gennaio 2024 ha fallito l'obiettivo di atterrare sulla Luna per un guasto avvenuto poco dopo il lancio.[25]